# Trichoconiella padwickii
Trichoconiella padwickii är en svampart som först beskrevs av Ganguly, och fick sitt nu gällande namn av B.L. Jain 1976. Trichoconiella padwickii ingår i släktet Trichoconiella och familjen Pleosporaceae.   Inga underarter finns listade i Catalogue of Life.